# 瓜氏南麗魚
瓜氏南麗魚，為輻鰭魚綱鱸形目隆頭魚亞目慈鯛科的其中一種，分布於南美洲巴拉圭巴拉那河上游流域，體長可達12.9公分，棲息在中底層水域，生活習性不明。

## 擴展閱讀
維基物種上的相關：瓜氏南麗魚